# Бэйли, Ирвин
Ирвин Уоллес Бэйли (англ. Irvine Wallace Bailey; 3 июля 1903, Брейсбридж — 7 апреля 1992, Торонто) — канадский хоккеист, игравший на позиции правого нападающего; обладатель Кубка Стэнли 1932 года в составе «Торонто Мейпл Лифс».

## Биография

### Игровая карьера
Поиграв на студенческом и любительском уровне, в ноябре 1926 года присоединился к клуб НХЛ «Торонто Мейпл Лифс», в котором по итогам дебютного сезона заработал 28 очков, став при этом лучшим бомбардиром в составе своей команды.
В течение семи следующих сезонов он играл за «Мейпл Лифс», в котором три сезона подряд зарабатывал более 30 очков за сезон. Бэйли стал одним из творцов успеха «Мейпл Лифс», который в 1932 году завоевал Кубок Стэнли. 12 декабря 1933 года в матче с «Бостон Брюинз» получил тяжёлую травму головы после столкновения с защитником «Брюинз» Эдди Шором, в результате травмы он находился в коме, из которой вышел через 10 дней.
Восстановившись после травмы, Бэйли был вынужден завершить карьеру, но 14 февраля 1934 года на благотворительном матче в его честь он пожал руку Эдди Шору.

### Тренерская карьера
Возглавлял студенческую хоккейную команду «Торонто Варсити Блюз» в периоды с 1935 по 1940 и с 1945 по 1949 годы.

### Признание
Его игровой номер «6» был выведен из обращения 14 февраля 1934 года.
В 1975 году был принят в Зал хоккейной славы.

### Смерть
Скончался 7 апреля 1992 года на 89-м году жизни в Торонто от лёгочной недостаточности и инсульта, который был перенесён 1 апреля.